# Random-Phase-Approximation
Die Random-Phase-Approximation (englisch random-phase approximation, RPA, dt. etwa ‚Näherung zufälliger Phase‘) ist ein Näherungsverfahren zur Behandlung quantenmechanischer Vielteilchensysteme, das die Hartree-Fock-Näherung oder allgemeiner die Molekularfeldtheorie generalisiert und manchmal auch als dynamische Hartree-Fock-Näherung bezeichnet wird. Das Verfahren wird beispielsweise in der Kernphysik zur Beschreibung von kollektiven Anregungen benutzt.

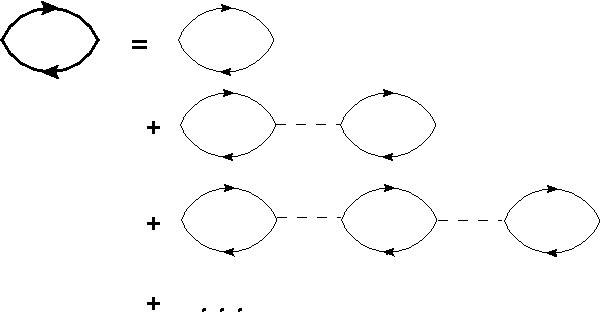
Sog. Bubble-Diagramme, die bei Aufsummation die RPA ergeben.
Durchgezogene Linien stehen hier für wechselwirkende bzw. nicht-wechselwirkende greensche Funktionen, gestrichelte Linien für Zwei-Teilchen-Wechselwirkungen.

Die RPA ist ein mikroskopisches Verfahren, um die Struktur von kollektiven Anregung ausgehend von 1-Teilchen-1-Loch-Zuständen zu beschreiben, was einer einfachen diagrammatischen Näherung entspricht (Aufsummation sogenannter Bubble-Diagramme).
Die Methode ist verwandt mit der Tamm-Dancoff-Näherung (TDA), unterscheidet sich aber dadurch, dass auch Grundzustandskorrelationen möglich sind.
Spezialfälle sind die quasiparticle random-phase approximation (QRPA), relativistic random-phase approximation (RRPA), continuum quasiparticle random-phase approximation (CQRPA), relativistic quasiparticle random-phase approximation (RQRPA).
Die Methode wurde von David Bohm und David Pines in den 1950er Jahren für Elektronengase eingeführt und 1957 von Keith Brueckner und Murray Gell-Mann als Summierung von Feynmandiagrammen interpretiert, was eine wesentliche Stütze der damals umstrittenen RPA-Theorie war.